# Шибун, Михаил Сергеевич
Михаи́л Серге́евич Шибу́н (бел. Міхаіл Сяргеевіч Шыбун; род. 1 января 1996, Малеч, Брестская область) — белорусский футболист, полузащитник.

## Биография
Михаил Шибун родился 1 января 1996 года в поселке Малеч Березовского района. Футболом стал заниматься в раннем детстве и играл за поселок в различных турнирах. В 2011 году поступил в школу «Шахтёра».

### Клубная карьера
С 2012 года выступает за дубль солигорского «Шахтёра». Перед сезоном 2015 тренировался также с основным составом. 19 апреля 2015 года дебютировал в высшей лиге, выйдя на замену на 70-й минуте матча против мозырской «Славии» (1:1). 9 июля 2015 года дебютировал в Лиге Европы, выйдя на замену на 82-й минуте матча против североирландского «Гленавона» (3:0).
Сезон 2016 года начал в дублирующем составе, иногда играя за основную команду. В первой половине сезона 2017 года трижды появлялся в основе (1 — в чемпионате Беларуси, 2 — в Кубке). В июле был отдан в аренду клубу «Городея» до конца сезона, где был игроком стартового состава.
В декабре 2018 года вернулся в «Шахтёр», а уже в феврале продлил продлил контракт с клубом до конца 2019 года. В сезоне 2018 года чаще всего оставался в запасе, лишь иногда выходя в стартовом составе. Играл на позиции защитника.
В марте 2019 года был отдан в аренду жодинскому «Торпедо-БелАЗ». Выступал в дублирующем составе, проведя за основу лишь один тайм. В июле игрок досрочно вернулся в распоряжение «Шахтёра». Через некоторое время присоединился к «Минску» на правах аренды. Вначале играл в основной команде, потом выходил со скамейки запасных, а затем и вовсе был игроком дублирующего состава.
В январе 2020 года покинул «Шахтёра» по соглашению сторон и стал игроком «Городеи». В сезоне 2020 преимущественно выходил на замену, с июля по сентябрь играл в стартовом составе.
В январе 2021 года проходил осмотр в мозырьской «Славии», но безуспешно. В феврале стал тренироваться с «Крумкачами» и вскоре подписал контракт с клубом. Закрепился в основном составе столичной команды, с 8 голами стал одним из лучших бомбардиров «Крумкачей» в сезоне.
В январе 2022 года присоединился к «Минску». В июле 2022 года покинул клуб, расторгнув контракт по соглашению сторон.
В июле 2022 года стал игроком петриковского «Шахтёра». Дебютировал за клуб 3 июля 2022 года в матче против гомельского «Локомотива». Провёл за клуб всего 3 матча, в которых отличился результативной передачей. В январе 2023 года покинул клуб. В 2023 году присоединился к солигорскому клубу «Респект».

### Карьера в сборной
Выступал за юношескую и юношескую сборные Беларуси в квалификационных турнирах чемпионата Европы. 15 апреля 2015 года дебютировал в молодёжной сборной Беларуси в товарищеском матче против сборной Украины (U-20) в Киеве.

## Достижения
- Серебряный призёр чемпионат Беларуси (2): 2016, 2018
- Бронзовый призёр чемпионата Беларуси: 2015